# Froidfond
Froidfond és un municipi francès situat al departament de Vendée i a la regió de País del Loira. L'any 2017 tenia 1.876 habitants.
En documents antics es diu Froidefont, en llatí [prioratus de] fonte frigido, sigui «font freda», una etimologia conforme amb la surgència d'un gran nombre de fonts naturals al territori del municipi. El «d» final del nom oficial és un error ortogràfic que data del segle xix.

## Demografia
El 2007 tenia 1.245 persones. Hi havia 496 famílies i 565 habitatges, 504 eren l'habitatge principal, 30 eren segones residències i 31 estaven desocupats.

## Economia
El 2007 la població en edat de treballar era de 803 persones, 652 eren actives i 151 eren inactives. Hi havia una cinquantena empreses, dues empreses extractives, una empresa alimentària, una fàbrica, 22 empreses de construcció, onze empreses de comerç i reparació d'automòbils, una empresa de transport, una d'hostatgeria i restauració, d'informació i comunicació, una financera, una immobiliària…
L'any 2000 hi havia 29 explotacions agrícoles que conreaven un total de 1.694 hectàrees. El 2009 hi havia dues escoles elementals.